# Euploea stephensii
Euploea stephensii är en fjärilsart som beskrevs av Felder 1865. Euploea stephensii ingår i släktet Euploea och familjen praktfjärilar. Inga underarter finns listade i Catalogue of Life.